# ويليام ستيوارت (سياسي بريطاني)
ويليام ستيوارت (بالإنجليزية: William Stewart)‏ هو سياسي بريطاني، ولد في 1910. انتخب Member of the Senate of Northern Ireland ‏ (1957 – 1973).